# Damarchus pylorus
Espèce
Damarchus pylorus est une espèce d'araignées mygalomorphes de la famille des Bemmeridae.

## Distribution
Cette espèce est endémique de la province d'Uthai Thani en Thaïlande,. Elle se rencontre vers Lan Sak.

## Description
Le mâle holotype mesure 13,87 mm et la femelle paratype 18,31 mm.

## Systématique et taxinomie
Cette espèce a été décrite par Schwendinger et Hongpadharakiree en 2023.

## Publication originale
- Schwendinger & Hongpadharakiree, 2023 : « Three new and exceptional Damarchus species from Thailand (Araneae: Bemmeridae). » Zootaxa, no 5336(4), p. 481-508.